# Córka pani Angot

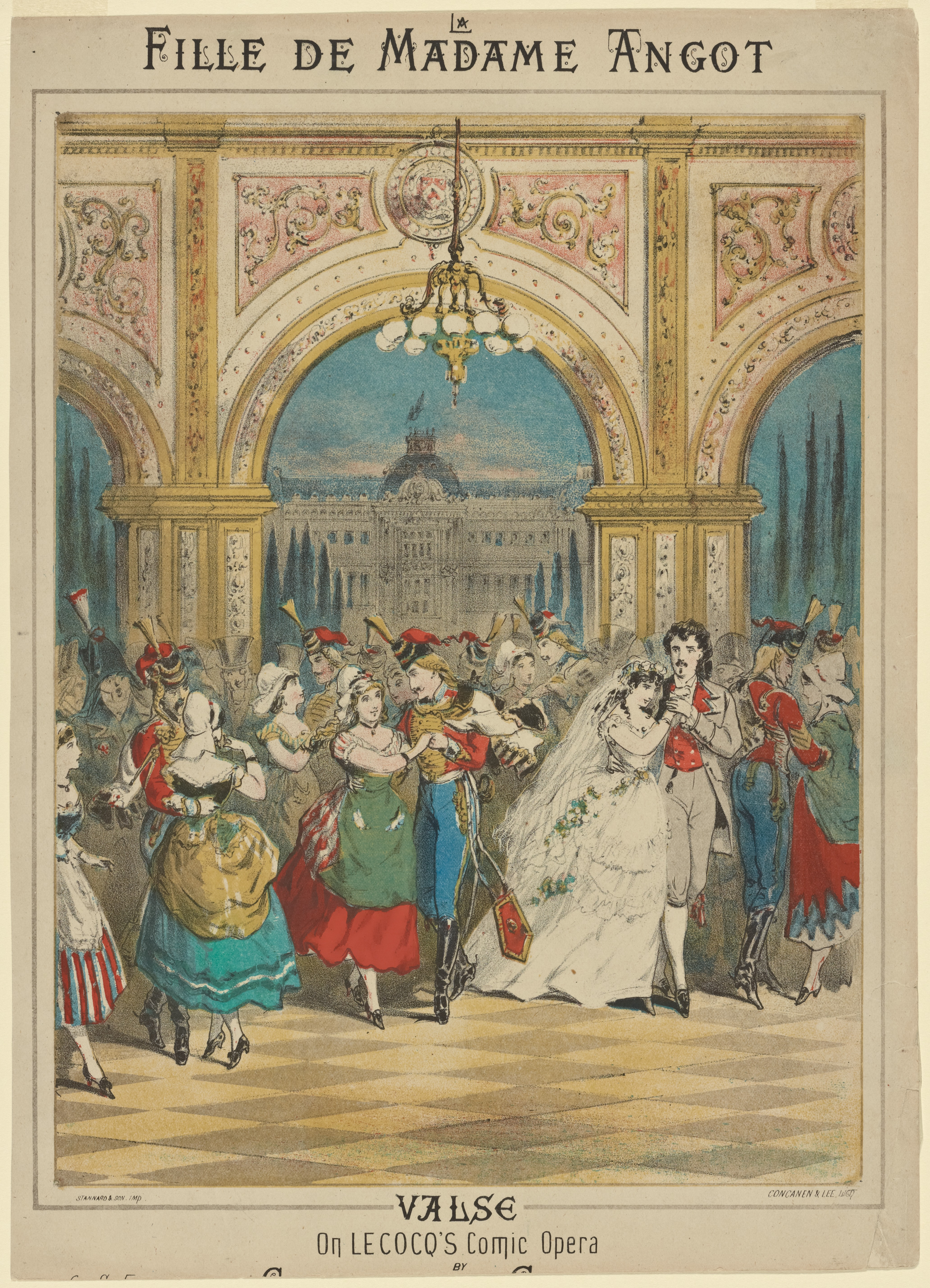
Plakat operetki z XIX wieku

Córka pani Angot (fr. La Fille de Madame Angot) – operetka Charlesa Lecocqa w trzech aktach. Prapremiera odbyła się w Brukseli 4 grudnia 1872 roku. Libretto zostało napisane przez Louisa François Clairville’a, Paula Siraudina i Victora Koninga.

## Treść
Akcja utworu rozgrywa się w Paryżu w 1797 r. (w cztery lata po rewolucji francuskiej). Główną bohaterką jest Claraitte (w wersji pol. Klaretka lub Klara) Angot, wychowanka i ulubienica przekupniów w Halach. Klaretka, nie chcąc robić przykrości opiekunom, decyduje się wyjść za mąż za fryzjera Pomponneta, choć kocha piosenkarza ulicznego Ange’a Pitou, który tymczasem romansuje z Henriettą Lange. Gdy zjawia się Ange Pitou (zwolniony z więzienia), Klaretka śpiewa antyrządową piosenkę, aby trafić do aresztu i tym samym odsunąć w czasie planowane zamążpójście. Pomponnet dokłada starań, by ją uwolnić, lecz na skutek intryg Henrietty Lange sam trafia do aresztu. Klaretka doprowadza do wyjaśnienia sytuacji i godzi się z Pomponnetem. Wówczas z nieba spływa wielki balon, z którego wysiada madame Angot – zaginiona matka Klaretki.

## Córka pani Angotw Polsce
Premiera polska Córki pani Angot odbyła się w Warszawie w 1875 r. W późniejszych latach operetka była wystawiana w Teatrze Miejskim w Bydgoszczy (premiera w 1933 r.), w Teatrze Komedii Muzycznej Lutnia w Łodzi (premiera – 1950 r.), w Teatrze Muzycznym w Gdyni (premiera 1971 r.) i w Operetce Śląskiej w Gliwicach (premiera – 1978 r.). W roli Klaretki wystąpiły polskie aktorki: Antonina Filleborn i Teofila Żołopińska.